# Łuskwiak słomkowy

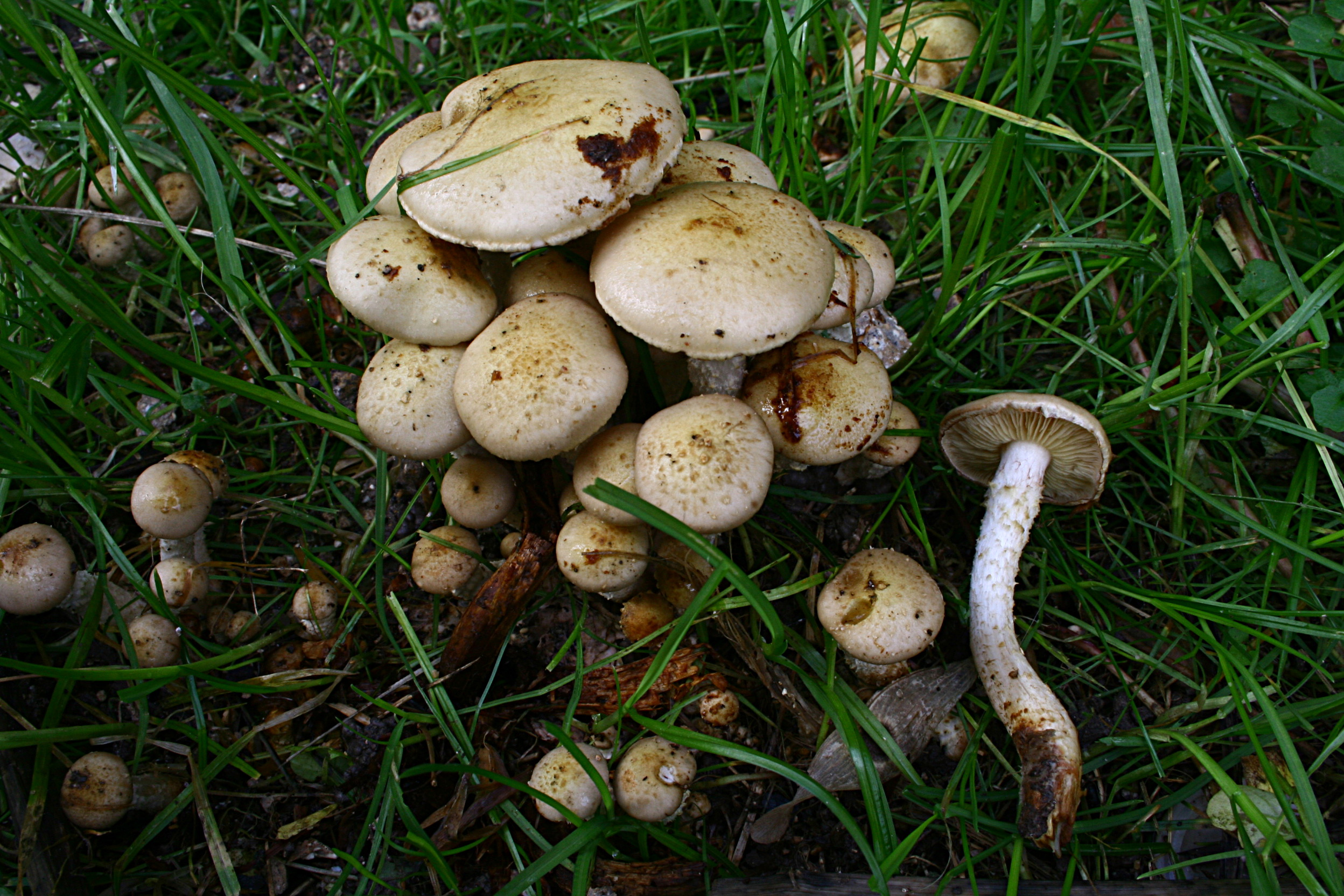

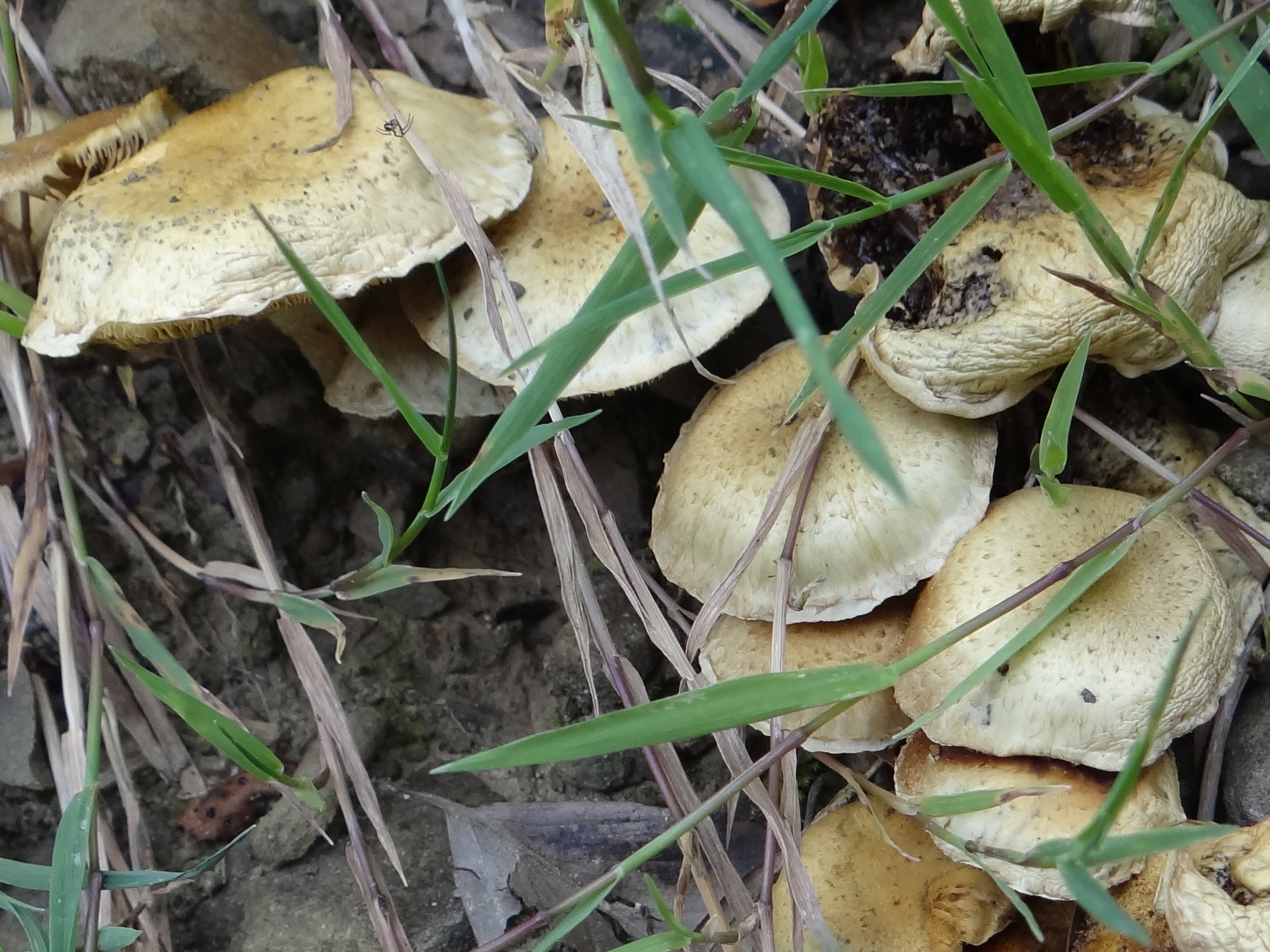

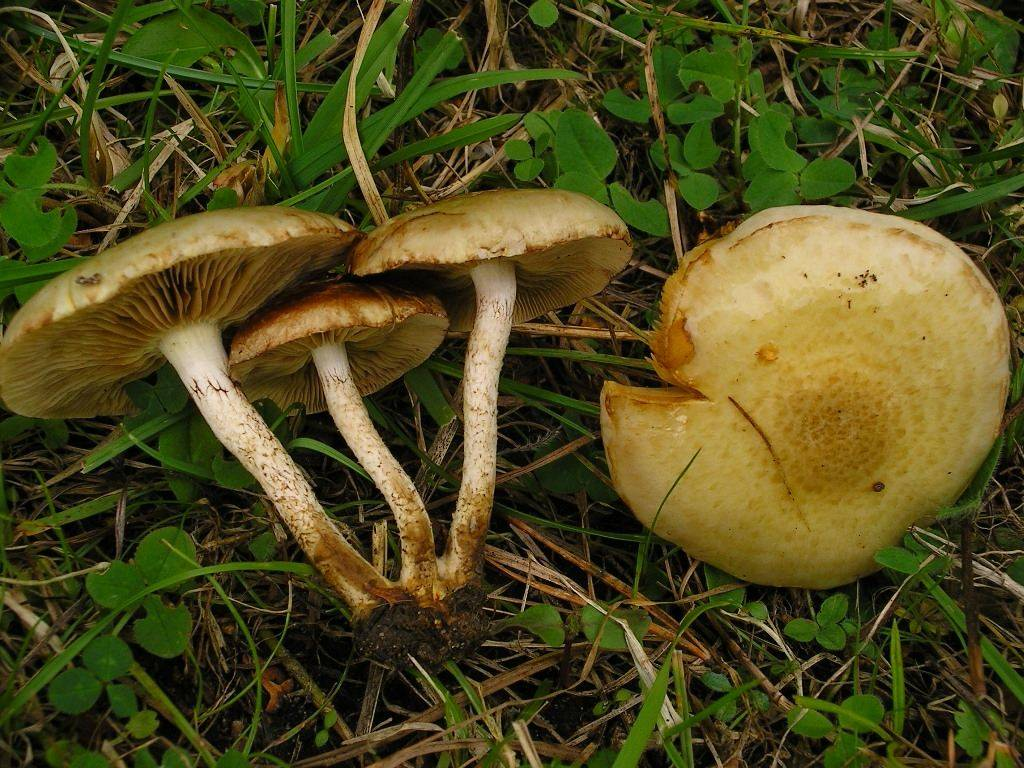

Łuskwiak słomkowy (Pholiota gummosa (Lasch) Singer) – gatunek grzybów należący do rodziny pierścieniakowatych.

## Systematyka i nazewnictwo
Pozycja w klasyfikacji: Pholiota, Strophariaceae, Agaricales, Agaricomycetidae, Agaricomycetes, Agaricomycotina, Basidiomycota, Fungi.
Po raz pierwszy takson ten zdiagnozował w roku 1828 W.G. Lasch nadając mu nazwę Agaricus gummosus. Obecną, uznaną przez Index Fungorum nazwę nadał mu w roku 1951 Rolf Singer, przenosząc go do rodzaju Pholiota.
Synonimy:

- Agaricus cookei Fr. 1876
- Agaricus gummosus Lasch 1828
- Dryophila gummosa (Lasch) Quél. 1886
- Flammula gummosa (Lasch) P. Kumm. 1871
- Flammula gummosa (Lasch) P. Kumm. 1871 var. gummosa
- Flammula gummosa var. rufobrunnea P. Karst. 1879
- Gymnopilus gummosus (Lasch) Maire 1933
- Pholiota cookei (Fr.) Sacc. 1887
- Pholiota gummosa (Lasch) Singer 1951 f. gummosa
- Pholiota gummosa (Lasch) Singer 1951 var. gummosa
- Pholiota gummosa var. obscurofusca Bon 1987
- Pholiota gummosa var. rufobrunnea (P. Karst.) Holec 2001
- Pholiotina gummosa (Lasch) Singer 1951
- Visculus gummosus (Lasch) Earle 1909

Nazwę polską zaproponował Władysław Wojewoda w 2003 r.

## Morfologia
Kapelusz
Średnica 2–5 cm, kształt początkowo wypukły, potem płaski, czasami z garbem. Barwa kremowa lub beżowa z żółtawym, słomkowym lub nieco zielonkawym odcieniem. Powierzchnia pokryta ciemnoochrowymi, włóknistymi łuskami, które jednak podczas deszczu często zostają zmyte i na starszych owocnikach często ich brak. Podczas deszczowej pogody powierzchnia jest lepka.
Blaszki grzyba
Przyrośnięte, w młodości kremowe, potem ochrowe.
Trzon
Wysokość 3–8 cm, grubość 0,5–1 cm, kształt walcowaty, u podstawy nieco cieńszy. Początkowo pełny, potem pusty w środku. Powierzchnia o barwie śmietanowej lub bladobeżowej, z czerwonawym odcieniem u podstawy. Poniżej strefy pierścieniowej pokryta jest włóknistymi łuskami.
Miąższ
Cienki, elastyczny o barwie żółtawej lub kremowej. Smak łagodny, zapach niewyraźny.
Wysyp zarodników
Rdzawobrunatny. Zarodniki elipsoidalne, gładkie, o rozmiarach 5,5–8 × 3,5–4,5 μm z porami rostkowymi.

## Występowanie i siedlisko
Najliczniejsze stanowiska podano w Europie. Jest tutaj szeroko rozprzestrzeniony, występuje od Hiszpanii po Islandię i Półwysep Skandynawski, gdzie dochodzi po 63,8 stopień szerokości geograficznej. Występuje także w środkowej części Ameryki Północnej, na jednym stanowisku w Australii oraz w Azji. W Polsce nie jest rzadki.
Rośnie w lasach na martwym drewnie pod różnymi gatunkami drzew. Często wyrasta na próchniejącym, zagrzebanym w ziemi drewnie, co sprawia wrażenie, że rośnie na ziemi. Owocniki wytwarza od lata do jesieni.
Saprotrof, grzyb niejadalny.

## Gatunki podobne
- łuskwiak nastroszony (Pholiota squarrosa) ma dużo większe łuski i najczęściej rośnie u podstawy jeszcze żywych pni drzew[4].
- łuskwiak śluzowaty (Pholiota lenta) jest znacznie bardziej śliski i śluzowaty[7].
- łuskwiak śliski (Pholiota lubrica). Przeważają u niego rdzawobrązowe odcienie[7].